# Comarca de Betanzos
Betanzos is een comarca van de Spaanse provincie A Coruña. De hoofdstad is Negreira, de oppervlakte 669,3 km² en het heeft 39.238 inwoners (2005).

## Gemeenten
Aranga, Betanzos, Coirós, Curtis, Irixoa, Miño, Oza-Cesuras, Paderne, Vilarmaior en Vilasantar.